# メチラポン
メチラポン（Metyrapone）は副腎機能障害の診断や、時としてクッシング症候群の治療に使用される薬物の一つである。11-β-ヒドロキシラーゼを阻害することによりコルチゾールの合成を抑制する。

## 作用機序
メチラポンは可逆的に11-β-ヒドロキシラーゼを阻害してコルチゾール合成を妨げる。これにより副腎皮質刺激ホルモン（ACTH）の分泌が促進され、血中の11-デオキシコルチゾール濃度が上昇する。

## 効能・効果
メチラポンの効能・効果は「下垂体ACTH分泌予備能の測定」と「クッシング症候群」である。急性副腎不全の診断に応用することができる。
メチラポンを30mg/kg（最大3,000mg）、真夜中の0時に軽食と共に服用させ、翌朝の8時〜9時に血中コルチゾールと11-デオキシコルチゾール濃度を測定する。血中コルチゾールが220nmol/L未満であれば、11-β-ヒドロキシラーゼは適正に阻害されている。視床下部－下垂体－副腎軸（HPA軸）が傷害されていなければ、コルチゾール低下に伴ってCRHとACTHの濃度が上昇し、ステロイドの前駆物質が増加する。11-デオキシコルチゾールが上昇せず7µg/dL（202nmol/L）未満でありACTHが上昇していれば、急性副腎不全の可能性が高い。また11-デオキシコルチゾールとACTHが共に上昇しない場合はHPA軸が不全であることを意味し、脳下垂体または視床下部に障害がある。
メチラポン試験はクッシング症候群の原因推定にも使われる。下垂体機能不全及び／または下垂体微小腺腫を持つ患者のほとんどでは、メチラポンに反応してACTHの分泌量が増加する。一方で異所性ACTH産生腫瘍を持つ患者ではACTHは増加しない。下垂体巨大腺腫の場合はメチラポンに反応しない。
メチラポンは、クッシング症候群における高コルチゾール症の制御（ACTH依存性または非依存性）に使用される。その目的は、手術前の高コルチゾール症の制御、あるいは、手術（TSS、副腎摘出術）後の残存病変の制御である。クッシング症候群の治療法はほとんどの場合手術のみに限られるので、メチラポン投与は補助的なものであり治療・治癒を目的とした長期投与はされない。メチラポンは副腎でのステロイド産生を阻害する。そのためアンドロゲン前駆体が過剰となるので、副作用の一つに（女性での）多毛症がある。クッシング症候群の治療で一般的に使用される他の薬としてケトコナゾール（抗真菌剤）が挙げられる。これは、多毛症の副作用を示さない。

### 実験的用途
健常ボランティアを対象とした研究の結果、メチラポンは感情的な思い出の想起を減少させるという事が見出された。ボランティア達は感情的でない記憶を損なわぬまま、負の感情を伴う記憶の回想を有意に減少させた。これはメチラポンが心的外傷後ストレス障害の治療に適応可能であることを意味する。

## 副作用
添付文書には重大な副作用として、ショック（血圧低下、冷汗、四肢冷却等を伴う）、副腎皮質機能不全、骨髄抑制（汎血球減少、白血球減少、血小板減少、貧血等）が記載されている。そのほか、5%以上に腹部不快感が発生する。